# Hammerhead
Hammerhead —Cabeza del Martillo en España— es un supervillano ficticio que aparece en los cómics estadounidenses publicados por Marvel Comics. Es principalmente un enemigo de Spider-Man y un miembro del crimen organizado que existe en el principal universo compartido de Marvel, conocido como el Universo Marvel.
Él está estrechamente asociado con la "Familia Hammerhead", una familia del crimen Maggia. Hammerhead se distingue de otros villanos en que se viste y se comporta como un gánster de los años veinte. Debido a una lesión que sufrió, gran parte de su cráneo fue reemplazado por una aleación de acero resistente a la intemperie por Jonas Harrow, que le dio a su cabeza una forma aplanada.
Siendo Cabeza del Martillo su alias, el personaje tiene el nombre civil de Joseph, en algunas ocasiones Joseph Harrow o Joseph Guverleph.

## Historial de publicaciones
Hammerhead hizo su primera aparición en The Amazing Spider-Man # 113, y fue creado por el escritor Gerry Conway y el artista John Romita Sr. Conway recordó que Hammerhead "fue influenciado más directamente por Big Man y el Maestro del Crimen, quien estuvo entre los primeros villanos en Amazing Spider-Man. Una de las cosas más interesantes que hicieron Stan [Lee], Jack Kirby y, por supuesto, Steve Ditko fue la combinación de dos tipos diferentes de ambientes: el superhéroe y Dick Tracy, con los personajes criminales inusuales que tenían algún tipo de deformidad física.... Además, Hammerhead: me gustó [el] nombre y a John Romita se le ocurrió una mirada interesante.

## Biografía ficticia del personaje
La familia de Hammerhead emigró de la Unión Soviética a Italia cuando era un niño. Obtuvo la ayuda de un hombre llamado El General. Su padre tenía un garaje en Toirrano, donde insistió en que el joven solo hablara en ruso y lo golpeara con un mazo cuando no lo hacía. Aunque no se sabe mucho sobre su vida antes de que se convirtiera en un malvado criminal y supervillano, se sabe que tiene una hermana.
Mientras tanto, Hammerhead soñaba con convertirse en un gánster. Finalmente, es reclutado en una de las "familias" de la organización criminal conocida como Maggia, cuando un miembro supervisa a Hammerhead asesinando a un matón de la infancia y a su novia en un teatro que muestra El padrino II. Originalmente un asesino a sueldo de poca monta, Hammerhead se eleva rápidamente a través de las filas de Maggia, mientras oculta el hecho de que en realidad es ruso para que pueda "hacerse". En su prueba final, Hammerhead es llevado al garaje de su padre (con Maggia aparentemente inconsciente de su relación), donde procede a matar a su padre, mientras le dice en ruso que no lo odia de verdad, y que lo hizo (Hammerhead) de esta manera.
Un día, Hammerhead fue encontrado golpeado, desfigurado y delirante con dolor en un callejón de Bowery en la ciudad de Nueva York por Jonas Harrow, un cirujano que había perdido su licencia médica debido a sus experimentos ilegales. Al ver la oportunidad de salvar la vida de este hombre y redimir su reputación, Harrow operó al hombre armado durante tres días, reemplazando gran parte de su cráneo destrozado con una fuerte aleación de acero. Durante la cirugía, el matón inconsciente se fijó en el único recuerdo que conservaba: una imagen de un póster para una película llamada "Al Capone, La mafia", que estaba colgada en el callejón donde yacía golpeado y ensangrentado antes de que Harrow lo encontrara. Cuando se recuperó, el recuerdo del póster y sus imágenes de los pandilleros de la era de la década de 1930 impulsaron a Hammerhead a formar su propia banda al estilo de Capone y otros mafiosos de la década de 1920. Incluso se vestía como si viviera en esa década. Más tarde, el cráneo completo de Hammerhead fue reemplazado o reforzado con algún tipo de metal casi irrompible (posiblemente vibranium o adamantium secundario).
Una guerra de pandillas estalló entre la mafia de Hammerhead y la organización criminal del Doctor Octopus. Hammerhead se vio obligado a huir del país debido a la interferencia de Spider-Man. Más tarde tuvo una revancha con el Doctor Octopus al lado de un reactor reproductor de atómicos en una remota isla canadiense que causó una reacción en cadena, haciendo que Hammerhead fuera de fase "fuera de fase" con esta dimensión. Algún tiempo después, apareció como un ser inmaterial fantasmal para perseguir al Doctor Octopus. El Doctor Octopus luego restauró involuntariamente a Hammerhead a su forma material. Hammerhead secuestró a la tía May de Spider-Man, quien luego fue rescatada por Spider-Man cuando el Doctor Octopus hizo que el helicóptero de Hammerhead cayera en picado al río Hudson.
Hammerhead luego propuso que todas las "familias" de Maggia se unieran bajo su liderazgo. Usando un exoesqueleto que fortalece la fuerza, luchó contra la Antorcha Humana que luego fusionó el paquete de energía del exoesqueleto. Hammerhead fue casi asesinado por el Arranger de Kingpin durante una guerra de pandillas. Hammerhead se vio obligado a abandonar un papel importante en el crimen organizado de la ciudad de Nueva York por el Kingpin.
Hammerhead se alió con el Camaleón en su intento de convertirse en el nuevo señor del crimen de la ciudad de Nueva York. Los dos sirvieron como socios en un grupo escindido de la Maggia. Hammerhead contrató a Tombstone como guardaespaldas y sicario. Contrató al Hobgoblin para matar a Joe Robertson, quien representaba una amenaza para Tombstone; El intento de asesinato falló. Hammerhead fue secuestrado y golpeado por Tombstone, quien había ganado poderes sobrehumanos y estaba molesto por no haberlo enviado a matar a Joe Robertson.
Hammerhead luego asistió a una conferencia sobre el crimen en Las Vegas para dividir los recursos dejados por la caída del Kingpin en ese momento. Alrededor de este tiempo, él participa en una guerra de pandillas de múltiples lados centrada en el intento de los Kingpin de volver a tomar la ciudad de Nueva York por su cuenta.
Hammerhead es un jugador importante en las actividades del inframundo en el Universo Marvel y es muy buscado para su eliminación por parte del Punisher. Actualmente es uno de los varios señores de la guerra de pandillas que luchan por controlar el inframundo criminal en las principales ciudades del este de los Estados Unidos. Durante una de las primeras reuniones de tales señores de la guerra, Hammerhead fue casi asesinado por los mellizos Strucker, Fenris. Esta reunión estaba siendo manipulada por el Barón Von Strucker, el jefe de HYDRA. Cuando Don Fortunato hizo una oferta por el control del inframundo de Nueva York, Hammerhead se opuso a él y, como resultado, casi fue asesinado. Cuando todos los demás señores del crimen se rindieron a Fortunato y sus aliados de HYDRA, Hammerhead se volvió rebelde, lanzó una redada en la casa de Fortunato y combatió con éxito un ataque de HYDRA en su propia sede. Sin embargo, sí contó con la ayuda de Spider-Man y Morbius, el vampiro viviente. Durante un tiempo, el héroe conocido como S.H.O.C. también ayuda a Hammerhead. Más tarde fue contratado por Norman Osborn para ser parte de los Doce Siniestros.
Durante los eventos de Civil War, Hammerhead usó el vacío dejado por el encarcelamiento de Kingpin para obtener una mayor presencia en las filas del crimen organizado, intentando organizar un ejército de villanos disfrazados (formado por Ani-Men V, Answer I, Aura, Bloodshed, Payaso, Cyclone III, Discus, Electro, Gran Gambonnos, Canguro II, Hombre Montaña Marko, Mauler, Mindblast, Override, Ringmaster, Stiletto, Mancha, Calamar, Slyde, Trapster y Will O' The Wisp) para imponer su nuevo imperio criminal. Cuando Slyde rechazó la idea, Hammerhead hizo que el Inframundo lo matara para advertirle a cualquiera que no se uniera a él. Kingpin manipuló varias facciones de héroes, especialmente S.H.I.E.L.D. y Iron Man para romper la primera convocatoria de Hammerhead de su ejército. Durante el conflicto, Hammerhead recibió varios disparos de Inframundo quien se reveló que estaba trabajando para Kingpin. Más tarde, Inframundo se enfrentó a Hammerhead mientras yacía en prisión. Inframundo luego disparó a Hammerhead a quemarropa con balas de adamantium.
Las balas, aunque no penetraron en su cráneo, causaron un trauma severo en su cerebro, lo que provocó que necesitara una cirugía, pero el hospital al que fue trasladado no pudo tratarlo. Sin embargo, en mitad de la cirugía, los hombres que trabajaban para Señor Negativo, entraron, mataron al personal del hospital y se llevaron a Hammerhead. Señor Negativo luego hace que su cirujano, el doctor Tramma, reviva a Hammerhead y se ofrece a trasplantar su cerebro a un nuevo esqueleto de adamantium robótico, que Hammerhead acepta.
La operación es un éxito completo, y Hammerhead se restaura a la movilidad completa sin ningún efecto adverso. Él jura lealtad a Señor Negativo a cambio de su vida restaurada, y procede a convertir a una pandilla de matones de poca edad en un ejército efectivo para su benefactor. Luego procede a luchar contra Spider-Man, superándolo sin esfuerzo por primera vez en años. Más tarde, tiene una revancha con Spider-Man, con Spider-Man dislocando el hueso de la cadera de Hammerhead.
Señor Negativo envía a Hammerhead para ayudar a Spider-Man (de quien Señor Negativo está corrompido) a derribar a Capucha, quien lanza un ataque en la sede de Negativo. Chantajea al director de H.A.M.M.E.R., Norman Osborn, a obligar a Capucha a retirarse de Chinatown.
Más tarde, Hammerhead comienza a dudar de su lealtad a Señor Negativo cuando Silvermane parece regresar. Desconocido para Hammerhead, en realidad es un androide controlado por Mysterio para plantar semillas de rebelión. Sin embargo, huye de un tiroteo con la Maggia cuando el robot Silvermane lo llama un traidor. Se muestra que Señor Negativo tenía un chip de computadora colocado en la cabeza de Hammerhead para entregar un electroshock cuando era necesario, que rápidamente usa para castigarlo y recordarle quién está a cargo. 
Durante la historia del Origen de las especies, Hammerhead y Señor Negativo se encuentran entre los supervillanos invitados por el Doctor Octopus a unirse a su equipo de supervillanos, prometiéndoles que recibirán una recompensa a cambio de obtener algunos artículos específicos para él.
Junto a su sobrino y secuaces, Hammerhead formó una alianza con la Gata Negra, donde él se puso del lado de su pandilla.

## Poderes y habilidades
Hammerhead no tiene habilidades sobrehumanas, pero su cráneo ahora está reforzado quirúrgicamente con vibranium (o adamantium secundario), haciendo que su cabeza esté plana; Con esto, puede cargar y romper objetos como las paredes de ladrillo sin causarle ningún dolor o daño. Este metal puede absorber impactos físicos que de lo contrario fracturarían el hueso humano. Hammerhead está en una condición física máxima comparable a la de un atleta de nivel olímpico. Es un formidable combatiente mano a mano cuya táctica más peligrosa es cargarse primero como un toro hacia un oponente. Hammerhead una vez utilizó un exoesqueleto que mejora la fuerza diseñado por Tinkerer.
Después de que una bala de adamantium de un asesino penetrara en una parte de su cabeza que no estaba protegida por su cráneo de adamantium, Hammerhead fue reconstruido quirúrgicamente por Señor Negativo. Las cirugías de ruptura reemplazan la mitad superior de su esqueleto con un endo-esqueleto de adamantium (se muestra que el esqueleto tiene una red de servomecanismos hidráulicos). La parte superior de su cuerpo ahora es sobrehumanamente fuerte como resultado de la musculatura cibernética oculta adicional, lo que lo hace capaz de vencer sin esfuerzo a un enemigo superpoderado como Spider-Man. Señor Negativo no usa en Hammerhead el mismo proceso de vinculación del Señor Oscuro Viento, usado en Wolverine y Lady Deathstrike con poderes similares para cubrir sus huesos en adamantium: en cambio, reemplaza los huesos de Hammerhead con réplicas creadas en el invulnerable metal. Todavía se desconoce cómo su esqueleto artificial puede llevar a cabo funciones biológicas.
La intervención de Señor Negativo también cambió radicalmente la personalidad de Hammerhead. Hammerhead ahora recuerda su vida como inmigrante ruso antes del accidente en el que adoptó la personalidad de gánster de la década de 1920. En consecuencia, Hammerhead ya no habla como un gánster de la película de 1920, sino que se comporta como un típico mafioso y sicario ruso moderno, ya que aparentemente era su personalidad original antes de su lesión en la cabeza.
Hammerhead es altamente capacitado en la organización, el ocultamiento y la gestión de empresas delictivas. Es un asesino a sueldo eficaz, un tirador experto (su arma preferida era la ametralladora Thompson) y un excelente luchador callejero. En su encarnación original, Hammerhead fue capaz de defenderse contra Spider-Man a pesar de ser un humano común al usar su cráneo superhumanamente duradero como un instrumento contundente. Después de su reciente aumento, ahora es capaz de lidiar y dominar físicamente a Spider-Man en la medida en que finalmente podría aplastar a su enemigo.

## Otras versiones

### House of M
En la realidad de House of M, Hammerhead es uno de los líderes de pandillas derrotados por Luke Cage en su ascenso al poder en Sapien Town.

### Marvel Zombies
En la miniserie Marvel Zombies vs. The Army of Darkness, Hammerhead aparece brevemente entre los distintos subjefes de Kingpin en una reunión para discutir la manera de sobrevivir al ataque zombi. En esta versión, Hammerhead es asesinado por Punisher.

### Ultimate Marvel
La versión Ultimate Marvel de Hammerhead aparece por primera vez en Ultimate X-Men # 13-14 como un mafioso que ha matado a los padres de una niña. La niña se topa con Gambito, un artista callejero local, la toma y decide protegerla de la mafia. La niña es secuestrada y Gambito se enfurece al encontrarla, corriendo a ciegas en una emboscada que Hammerhead había preparado. Gambito sale de la emboscada y persigue a Hammerhead. Al final, Gambito carga el cráneo inorgánico de Hammerhead lleno de energía bio-cinética y hace que su cabeza explote. También se sabe que su primer nombre es Joseph. En Ultimate Spider-Man, Hammerhead fue revelado que había sobrevivido al ataque de Gambito, aunque no se explicó cómo. ("Es un asco. Volví.") Mata a Silvermane en el comienzo de la historia Guerreros y se convierte en el nuevo líder de los Enforcers. Incendia uno de los almacenes de Kingpin. Después de una intensa batalla con Spider-Man, Gata Negra, Caballero Luna, Puño de Hierro, y Shang-Chi, fue puesto en estado de coma cuando Elektra brutalmente lo apuñaló en el pecho con su sai y lo arrojó por la ventana.

### Age of Ultron
Durante la historia de Age of Ultron, una realidad en la que Ultron casi aniquila a la raza humana es que Hammerhead y Búho capturan al Superior Spider-Man y esperan poder intercambiarlo con Ultron. Hawkeye vino al rescate del Superior Spider-Man cuando los Centinelas de Ultron atacaron.

### Tierra-001
Durante la historia de Spider-Verse, la versión Tierra-001 de Hammerhead aparece como miembro de los Sabuesos de Verna.

## En otros medios

### Televisión
- Hammerhead apareció en la serie Spider-Man episodio "Ira del Sub-Marinero." Hammerhead se dice que mantiene la delincuencia en el medio oeste. Él junto a Silvermane (y su secuaz Hombre Montaña Marko) y Caesar Cicero se reúnen con Kingpin cuando su científico el Dr. Everett creó un líquido disolvente. Él es atrapado por Spider-Man.
- Hammerhead apareció en Spider-Man: la serie animada con la voz de Nicky Blair. En esta versión, su cabeza está cubierta de adamantio. Aparece en dos partes como miembro de los Seis Siniestros como uno de los hombres más leales de Silvermane y entre los señores del crimen de otro tipo contra Kingpin. En la segunda parte, fue contratado por Silvermane desde que Kingpin falló en matar a Spider-Man, se suponía que él debía matar a Kingpin. Pero Kingpin utiliza a los Seis Siniestros, el equipo que no pudo matar a Spider-Man para el Kingpin, para secuestrar a Silvermane, en el que tienen éxito (irónicamente, uno de los miembros de los Seis Siniestros, el Camaleón se disfraza como Hammerhead para salvar a Silvermane de los Seis y cuando entraron en un ascensor para llegar a Silvermane escapa en el sótano, el Camaleón se transformó en Kingpin y ayudó a Silvermane a llegar a la azotea donde Silvermane fue secuestrado, pero Camaleón disfrazado como Silvermane engañó a los esbirros de Silvermane creyendo que estaba bien. Por suerte, Silvermane escapó, gracias a Spider-Man). Más tarde, Silvermane contrató a Hammerhead de nuevo para robar la Tabla de Tiempo para que Silvermane pueda obtener de vuelta su juventud, como la capacidad de la tableta era restaurar la juventud en las personas mayores como Silvermane. Pero cuando Hammerhead falló debido a la llegada de Spider-Man, Silvermane estaba disgustado del fracaso de Hammerhead y aunque no le despidió, le dijo que iba a contratar a alguien nuevo y mejor. Hammerhead secretamente dejó a Silvermane y empezó a trabajar para Kingpin. Después de Alistair Smythe, la mano derecha de Kingpin, se robó la Tabla del Dr. Curt Connors y Tombstone, los nuevos hombres contratados de Silvermane, habían secuestrado a Connors, Hammerhead descubrió que Tombstone había secuestrado también a la esposa de Kingpin, Vanessa, a pesar de Kingpin no lo sabía hasta que Silvermane le envió una nota, diciéndole que la tenía como rehén. Así que Hammerhead secuestró a la hija de Silvermane, Alisha, antes de que Kingpin supiese del secuestro de su esposa, y Kingpin se complace sobre el trabajo de Hammerhead. Cuando Silvermane entonces descubre que Hammerhead lo traicionó y secuestró a su hija, Silvermane y Kingpin organizaron una reunión en la que el robot Alistair Smythe y Spider-Man habían intervenido. Hammerhead, trató de volver a secuestrar a Alicia, pero el helicóptero que estaba en su secuestro estaba fuera de control y cayó sobre un techo. Spider-Man a continuación, llegó y venció a Hammerhead, pero Alicia entonces utiliza un aturdidor en Spider-Man, lo noqueó y lo secuestraron. Alistair Smythe entonces utilizó su nuevo robot para robar la Tabla de Tiempo de Silvermane (como Tombstone había robado la tablilla y secuestraron al Dr. Connors y su esposa), pero cuando el robot fue derrotado, Kingpin envió a Hammerhead para recuperar la Tabla. Mientras que Spider-Man estaba razonando con el Lagarto, Silvermane, Tombstone y Alicia, Hammerhead se deslizó y tomó la Tabla con los buenos pensando que fue destruida en la explosión del edificio de Silvermane, como Alicia quería que este proceso viniera porque ella culpó a todos contra ella acerca de su padre convirtiéndose en un bebé (en realidad Silvermane abusó de la Tableta) y trató de matarlos al volar el edificio con ellos dentro, aunque todos ellos lograron escapar. La esposa de Kingpin lo dejó por su vida de crimen, Kingpin agradeció a Hammerhead por el éxito de tomar la tableta, pero dijo que se deshiciera de ella, ya que ha llevado a la destrucción de su relación con su esposa. Hammerhead hizo como Kingpin le dijo- al vendérsela a Adrian Toomes para que el villano ponga sus planes en acción por el final de la segunda temporada-segunda parte.
- Hammerhead aparece en la serie The Spectacular Spider-Man con la voz de John DiMaggio. Es mucho menos beligerante y más fresco dirigido e inteligente de lo que fue retratado en la serie original de animación. Él también usa puño de acero como arma, a diferencia de otras interpretaciones del personaje, pero conserva su fuerza habitual, como se ve en "El Principio de Incertidumbre". Su cabello también se presenta como separado y se une en la frente, a diferencia de las otras versiones del personaje, y carece de un chaleco debajo de su chaqueta. Hammerhead, una vez trabajó para Silvermane, y estaba en una relación amorosa con su hija, Silver Sable. Ahora, él se muestra trabajando para Tombstone y organiza los Ejecutores para sacar a Spider-Man. Hammerhead más tarde le da a Montana el equipo para convertirse en Shocker y contacta a Norman Osborn para hacerle una oferta en nombre de Big Man: hacer supervillanos para distraer a Spider-Man de las operaciones de Big Man. Él rescata a dos criminales de la cárcel, sólo para someterlos a experimentos ilegales de Osborn que los convierten en Hombre de Arena y Rhino. Hammerhead más tarde habla con Norman Osborn acerca de la interferencia del Duende Verde. Cabeza del Martillo termina secuestrado por el Duende Verde, pero es rescatado por Spider-Man y Tombstone. Luego fue visto ayudando a los Seis Siniestros, Ox, y Fancy Dan a salir de la cárcel, y utilizando el Hombre de Arena para robar un gran contenedor de petróleo por fines de lucro. Más tarde, Hammerhead representa a Tombstone, en un intento organizado por OsCorp de vender un chip que podría producir soldados como Rhino. Cuando Silver Sable se muestra en la reunión, él se molesta y trata de superar la oferta de ella, sólo para ser golpeado por Roderick Kingsley. Cabeza del Martillo va después de Kingsley y Sable, pero cuando Spider-Man y Rhino interfieren, de mala gana forma equipo con su examante para luchar contra los dos. Se escapa de la custodia policial. Hammerhead se enoja cuando Tombstone contacta a los Ejecutores directamente y sin su ayuda, con Tombstone indicando que está harto de todos sus fracasos, de la creación de supervillanos, con el fiasco del petrolero, y el fallo del chip de Rhino. Cuando Cabeza del Martillo contacta a Osborn en la creación de un nuevo supervillano, le da consejos que le inspira a traicionar a Tombstone, comenzando por sabotear el escape de los Ejecutores de la policía. Hammerhead, más tarde en secreto pide una reunión de Día de San Valentín entre Tombstone, Doctor Octopus, y Silvermane. Allí, los traiciona a todos atacando a Silver Sable y el Buitre, e incriminar a su jefe, causando que los señores del crimen luchen contra el otro, dejando a Hammerhead, capaz de convertirse en el nuevo Big Man. Después de que Tombstone fue arrestado, él lo despide.
- Hammerhead aparece en Ultimate Spider-Man vs. Los 6 Siniestros, en el episodio, "Regreso al Univers-Araña, Parte 3", la voz de Jon Polito, con ser uno de los trabajos finales del episodio antes de su fallecimiento.[30] Él ha demostrado ser un rival del Sr. Fixit. Un flashback revela que Hammerhead estaba detrás de un incendio que tuvo el Sr. Fixit para sostener el edificio de Mary Jane, mientras que ayudó a evacuar a las personas en su interior a costa de su vida, que Spider-Man Noir culpa a Sr. Fixit. Durante la lucha de Sr. Fixit contra Hammerhead, Spider-Man y Chico Arácnido llegan como Spider-Man Noir intenta evitar que interfieran. Cuando el peón de Hammerhead, Martin Li se adueña del fragmento, se convierte en el Señor Negativo en el que tiene la capacidad de transmutar a cualquier persona en piedra que lo hizo contra Hammerhead, mientras que hacerse cargo de su banda. Después de ser vencido, Hammerhead y todos los demás que se han petrificado fueron restaurados a la normalidad.
- Hammerhead aparece en Spider-Man, el episodio, "El Hombre de Arena", expresado por Jim Cummings.[31] Él es representado como el jefe de Flint Marko, que más tarde lo enterró bajo una combinación de residuos tóxicos y arena por fallar por última vez. Como resultado de inconscientemente mutante Flint Marko, también mutó a su hija Keemia que fue atrapada en el accidente al tropezar en la escena del accidente. Cuando Spider-Man y Hombre de Arena llegaron a la mansión de Hammerhead, fueron atacados por una amarga Keemia y los sargentos de Hammerhead, donde Spider-Man levantó a Hammerhead y a sus secuaces. Después de que Keemia y Hombre de Arena desaparecieran en la noche, Hammerhead y sus secuaces fueron arrestados por la policía. En el episodio "El Hombre Araña sobre Hielo", Hammerhead se disgustó con el estado de Randy Macklin cuando Macklin aparece y congela a Hammerhead y sus secuaces por no tomar en serio su estado de Ventisca. Mientras Randy Macklin se enfurece, Spider-Man hace que Harry Osborn avise a la policía que use todas las monedas de plata en el escondite de Hammerhead para descongelar a Hammerhead y sus secuaces. En el episodio "How I Thwipped My Summer Vacation", Hammerhead tiene un hijo llamado Tully (con la voz de Laura Bailey) que tiene su fiesta de cumpleaños que involucró a los hombres de Hammerhead secuestrando al cantante Ross Caliban. Mientras que Spider-Man derrotó a Hammerhead y a estos matones, Tully atacó hasta que Ross convenció a Tully de que se tomara una selfie con él a cambio de terminar su ataque contra Spider-Man.

### Videojuegos
- Hammerhead en el videojuego Spider-Man: la serie animada para Super NES. Sólo aparece en Modo Difícil en el nivel de la zona de construcción.
- Hammerhead es un jefe en el juego Spider-Man 2: Enter Electro con la voz de Dee Bradley Baker. En el juego, Hammerhead es unido por Electro, Hombre de Arena, Beetle, y Shocker. Cuando llegó a los planes de Electro para secuestrar a la Dra. Watts, introduce a Hammerhead, que pasa a través de la Política de Seguros de Villanos. Él y sus secuaces irrumpen en la Sala Industrial de Ciencia de la Ciudad de Nueva York. Sus hombres tienen como rehenes a varias personas, mientras que Hammerhead va tras la Dra. Watts. Después de que Spider-Man derrota a todos los hombres de Hammerhead y libera a los rehenes, él va a enfrentarse a Hammerhead. Después de que Spider-Man gana tiempo para que la Dra. Watts escape, Cabeza del Martillo, envía a sus hombres para ir tras la Dra. Watts. Mientras tanto, Spider-Man y Hammerhead tienen una intensa lucha. Spider-Man lo derrota haciendo que su cabeza de acero se estrelle en varias paredes, lo que le marea y, a continuación, Spider-Man deja inconsciente a Hammerhead.
- Hammerhead también apareció brevemente como un villano en Spider-Man: Mysterio's Menace para Game Boy Advance. Él había estado ayudando a Mysterio conseguir tecnología holográfica con Gran Rueda, Electro, Rhino y Escorpión.
- Una versión de Marvel Noir de Hammerhead aparece como un jefe en Spider-Man: Shattered Dimensions, con la voz de John DiMaggio.[32] Aunque no aparece en los cómics Noir, los desarrolladores sentían "que estaría muy bien para el universo Noir".[33]
- Hammerhead aparece como un jefe en el juego de Facebook Marvel: Avengers Alliance.
- Hammerhead aparece como un personaje jugable en Lego Marvel Super Heroes 2.[34]
- Hammerhead aparece en el videojuego Spider-Man 2018, con la voz de Keith Silverstein.[35][36] Es el antagonista principal de la trilogía de DLC, La ciudad que nunca duerme. En la primera parte, "The Heist", llama a sus matones para encontrar y matar a Black Cat después de que ella robe sus unidades de datos. Preparan su ático para explotar mientras Hammerhead observa la explosión desde una distancia segura antes de irse. En la segunda parte del DLC, "Turf Wars", él y su pandilla han robado numerosas armas y tecnología de Sable International para usarlas en una guerra mortal contra el Departamento de Policía de Nueva York. A pesar de la ayuda de Spider-Man, Hammerhead logra escapar y matar a numerosos oficiales de policía, lo que rápidamente enfurece a la capitana Yuri Watanabe. Spider-Man finalmente se enfrenta a Hammerhead en el sitio de construcción de Hudson Yards, donde planea matar a los otros Maggia Dons en la televisión en vivo para ganar respeto y miedo. Spider-Man es capaz de derrotarlo, pero Yuri aparece e inmoviliza a Spider-Man, antes de disparar vengativamente a Hammerhead en la cabeza. Sin embargo, mientras se lo llevan en una ambulancia, uno de sus hombres disfrazado de policía lo revitaliza con una pistola antes de irse con él. En la parte final, "Silver Lining", Silver Sable regresa a Nueva York para recuperar su tecnología robada. Hammerhead es ahora un cyborg, que ha utilizado un procedimiento de Sable de experimento conocido como Proyecto Olimpo. Sin embargo, Hammerhead es finalmente derrotado por Spider-Man y Silver Sable.